# Yann Mboungou
Yann Mboungou‑Tsoumbou est un activiste congolais spécialisé dans la santé sexuelle et reproductive, les droits humains et l’éducation des jeunes.

## Biographie
Yann Mboungou‑Tsoumbou, est un activiste congolais spécialisé dans la santé sexuelle et reproductive, les droits humains et l’éducation des jeunes. Il est notamment le fondateur du programme « Je vis sans honte », destiné à lever les tabous autour de la menstruation et promouvoir l’autonomisation des filles au Congo-Brazzaville.

### Jeunesse et formation
Originaire de la ville de Dolisie en république du Congo, Il se distingue dès son jeune âge par un intérêt marqué pour la communication digitale, la santé sexuelle et reproductive, le climat, les droits humains et la protection des enfants.

### Engagement en santé sexuelle et reproductive
En mars 2023, il lance le programme « Je vis sans honte », visant à sensibiliser les jeunes à l'éducation sexuelle, lutter contre la violence sexiste et combattre la pauvreté menstruelle en république du Congo. 
Ce programme s’adresse principalement aux filles confrontées à des difficultés pour accéder à des protections hygiéniques appropriées et à l’information sur la santé reproductive.

### Actions et impact
À la suite d'interventions menées en zones rurales et urbaines, le programme est devenu une référence auprès des jeunes manquant d’accès à l’éducation sexuelle en république du Congo . En mars 2024, il figure comme le premier homme parmi les personnalités mises en avant dans les portraits de femmes réalisées par la délégation de l'Union européenne (UE) au Congo, l’Institut français et l’ambassade de France, dans le cadre du mois des femmes.

### Reconnaissances et initiatives internationales
En octobre 2023, il est le seul homme sélectionné pour participer à la 5e retraite intergénérationnelle du African Women Leaders Network, où il a été reconnu pour la promotion d’une masculinité positive sur le continent, aux côtés d’Ellen Johnson Sirleaf (prix Nobel de la paix) et de Beneta Diop envoyée spéciale de l’Union africaine. 
Le 12 septembre 2023, il est choisi comme unique activiste masculin pour la campagne « Notre Voix, Notre Avenir  » menée par le Service européen pour l'action extérieure en partenariat avec la délégation de l’UE au Congo. 
Le 19 décembre 2023, il devient champion de campagne en reconnaissance de l’impact de ses actions.